# Segunda batalla de Higos Urco
La Segunda batalla de Higos Urco fue un enfrentamiento entre las tropas realistas de Moyobamba y los patriotas de Chachapoyas, ocurrido el 6 de septiembre de 1822. La victoria patriota en la batalla consolidó la independencia de Amazonas.

## Antecedentes
Tras la primera batalla de Higos Urco, se proclamó la independencia de Maynas, integrándose a la recién creada República Peruana. Sin embargo, ocurrió una reacción realista: los españoles tomaron las guarniciones en el río Putumayo, atacando a Moyobamba y amenazando a Chachapoyas.

## El combate
Ante las noticias provenientes de Maynas, la Comandancia de Armas de Trujillo organizó una expedición al mando del teniente coronel Egúsquiza. Poco después fue reforzada por otra expedición, al mando de José Nicolás Arriola, que derrotó a los realistas y recuperó Moyobamba.